# 'Ndrina Pesce
(Antonino Pesce dal carcere a suo figlio Francesco in merito ai rapporti interni con la cosca)
La 'ndrina dei Pesce è tra le più potenti cosche della 'ndrangheta, con un esercito di affiliati inquadrati in 30 «locali» e in una miriade di 'ndrine, con interessi che si estendono da Reggio Calabria a Milano. La 'ndrina ha la propria base operativa a Rosarno, in provincia di Reggio Calabria. Il clan è coinvolto in tutti i traffici dell'area di Gioia Tauro. Dal porto alla droga, dalle estorsioni al controllo dei mercati agricoli.
Insieme alla cosca dei Bellocco costituiscono il "locale" di 'ndrangheta cittadino.
Hanno sancito un'alleanza per il controllo del territorio della piana di Gioia Tauro insieme ai Piromalli, i Mancuso e ai Molè. I Sabatino sono una loro cosca satellite.
Al nord sono attivi a Milano, specialmente nel quartiere di Quarto Oggiaro, mentre nel 2015 sono stati trovati anche ad Aosta. 
All'estero, insieme ai Bellocco hanno collegamenti con la criminalità, austriaca, greca, libanese, tedesca e francese.
Hanno partecipato, dettando legge, alla guerra di mafia avvenuta nella provincia di Catanzaro, Crotone e nella Sibaritide Cosentina.

## Storia

### Anni '80 - Delitto Valarioti
La 'ndrina dei Pesce è stata accusata di aver ucciso nel 1980 il dirigente comunista Giuseppe Valarioti perché questi si opponeva allo strapotere della 'ndrangheta e ai suoi collegamenti politico-istituzionali-imprenditoriali, per tali accuse ci fu un primo processo indiziario a carico di Giuseppe Pesce (1923) che si concluse con un'assoluzione sia in primo che in secondo grado, successivamente il pentito Pino Scriva con le sue dichiarazioni fece luce sul delitto chiamando in causa la 'ndrina dei Pesce e quella dei Piromalli ma le sue parole non vennero credute e il tutto si concluse con un'archiviazione.

### Anni '90 - L'inchiesta Cordova e lo scioglimento del consiglio comunale di Rosarno
Il 10 novembre 1992 l'allora Procuratore capo di Palmi Agostino Cordova dispose il rinvio a giudizio di 132 imputati con le accuse di narcotraffico, traffico di armi e voto di scambio: tra gli inquisiti esponenti dei clan Pesce e Pisano di Rosarno, l'ex Gran Maestro della P2 Licio Gelli, l'ex assessore regionale socialista Giovanni Palamara, l'ex presidente del consiglio regionale Antonino Zito e Mario Battaglini, già vicepresidente socialista della Provincia di Reggio Calabria, mentre fu stralciata la posizione dei parlamentari socialisti Sandro Principe e Sisinio Zito poiché l'autorizzazione a procedere fu sempre negata dalla Camera dei deputati e dal Senato della Repubblica. Nel 1995 il processo si concluse con una pioggia di assoluzioni.
Nel 1992 viene sciolto per la prima volta il civico consesso rosarnese per infiltrazioni mafiose, dalle indagini compiute dalla commissione d'accesso agli atti (inviata dal Prefetto di Reggio Calabria) presso il comune di Rosarno emergono diversi elementi di criticità, in particolare si acclara che la 'ndrina dei Pesce ha inquinato la pubblica amministrazione, grazie ai collegamenti (parentali, amicali) con amministratori locali e dipendenti comunali, al fine di gestire appalti pubblici, finanziamenti pubblici, autorizzazioni, concessioni e quindi predominio sul territorio.

### Anni 2000 - L'arresto di Salvatore Pesce e il traffico di droga internazionale
- Il 19 gennaio 2006 vengono arrestate 54 persone affiliate ai Pesce e ai Bellocco dalla squadra mobile di Milano e dal Servizio centrale operativo (Sco) della Direzione centrale anticrimine per narcotraffico in tutta Italia, specialmente a Milano, Treviso, Sondrio, Como, Brescia, Bergamo, Reggio Calabria e Napoli per traffico di droga. L'indagine era cominciata nel 2002, la cocaina veniva importata da Colombia, Brasile, Spagna e Paesi Bassi, l'eroina dai Balcani e l'LSD dai Paesi Bassi.[15]
- Il 30 novembre 2006 viene arrestato in bunker dai carabinieri Salvatore Pesce, capobastone.[3]
- Il 2 febbraio 2008 viene trovato un bunker nell'abitazione di un affiliato dei Pesce, durante un'operazione della squadra mobile di Reggio Calabria e del commissariato di Gioia Tauro.
- Il 22 dicembre 2009 i carabinieri di Reggio Calabria arrestano 26 persone per un traffico di merci contraffatte ad opera delle famiglie Pesce e Molè che agevolavano ditte cinesi tramite il pagamento di una tangente per fare arrivare la merce al porto di Gioia Tauro.[16]

### Anni 2010

#### Le operazioni Crimine e All Inside, la collaborazione di Giuseppina Pesce
Il 2010 (28 aprile) si apre con l'operazione All Inside, in cui vengono eseguiti dai carabinieri 40 fermi nei confronti di esponenti dei Pesce per associazione a delinquere mafiosa, estorsione e narcotraffico. Sono stati sequestrati beni del valore di 10 milioni di euro.
Nello stesso in tutta la Calabria scatta l'operazione Crimine che colpisce anche i Pesce.
Dall'operazione il comune di Rosarno risulta essere il paese con la più alta densità criminale d'Italia, una sorta di Mecca 'ndranghetista.
(Giuseppe Pignatone, procuratore capo di Roma già procuratore di Reggio Calabria)
"Secondo il Pubblico Ministero della Dda di Reggio Calabria Alessandra Cerreti, «in Calabria essere un Pesce è come in Sicilia essere un Riina o un Provenzano». A sostegno di ciò, la Cerreti ha raccontato un aneddoto riguardante il primo periodo della collaborazione di Giusy Pesce, l'allora Procuratore di Reggio Calabria Giuseppe Pignatone avrebbe infatti detto alla sua sostituta:
(Giuseppe Pignatone)
Il 23 novembre 2010 si conclude l'operazione All Inside II che porta all'arresto di 24 persone, anche grazie alla pentita Giuseppina Pesce figlia del boss Salvatore Pesce, grazie a lei si è venuti a conoscenza dell'assetto criminale della città di Rosarno.
Nel 2011 grazie alla collaborazione di Giuseppina Pesce (1980), nipote del boss Antonino si è riusciti a portare a termine l'operazione All Clean e nonostante le pressioni psicologiche su di lei e sui propri figli da parte dei familiari: il marito Rocco Palaia, il suocero Gaetano Palaia, i cognati Angela Palaia e Angelo Ietto, i cognati Gianluca e Giovanni Palaia, la madre Angela Ferraro e la sorella Marina Pesce in carcere dal 4 ottobre 2011.
Il 21 aprile 2011 i finanzieri del Nucleo di Polizia Tributaria, del GICO e del SCICO, in collaborazione con i carabinieri reggini e su provvedimenti emessi dal Tribunale di Reggio Calabria, sequestrano beni per oltre 190 milioni di euro (comprese due squadre di calcio del campionato dilettanti serie D calabrese), azione che secondo la nota emessa dalla GdF "ha completamente annientato la potenza economica della pericolosa consorteria 'ndranghetistica dei Pesce di Rosarno (RC)".
Il 5 maggio 2011 vengono sequestrati beni immobili tra Milano, Como e Vibo Valentia del valore di 12 milioni di euro alla cosca Pesce come prosecuzione dell'operazione All Clean.
Il 14 luglio 2011 riprende un terzo filone dell'operazione Crimine e vengono arrestate oltre 40 persone in questa operazione internazionale dei carabinieri (Crimine 3). Le persone sono accusate di traffico di droga internazionale e associazione mafiosa e sono state arrestate per lo più in Italia, alcune in Spagna, nei Paesi Bassi e negli Stati Uniti. Il traffico veniva gestito insieme al Cartello del Golfo e ai cartelli colombiani, per la 'ndrangheta c'erano presunti affiliati agli Ierinò, Commisso, Coluccio, Aquino e Pesce.
Il 9 agosto 2011 viene arrestato Francesco Pesce.

### Oggi

#### L'operazione Hybris in Valle d'Aosta
- Il 9 febbraio 2012 la DDA di Reggio Calabria porta a termine l'operazione Califfo contro presunti capi e gregari della 'ndrina Pesce di Rosarno con l'accusa di Associazione di tipo mafioso inoltre si fa luce anche sul suicidio della collaboratrice di giustizia Maria Concetta Cacciola.[35]
- Il 17 aprile 2012 vengono arrestati Salvatore Francesco Pronestí e il nipote Giuseppe, accusati di favoreggiamento. Assieme a loro altre cinque persone, considerate affiliati e prestanome del clan. Incastrati dalle registrazioni delle telecamere di sorveglianza dello stesso Francesco Pesce.[36][37]
- Il 23 luglio 2012 Rosa Stagnitti, concorrente della quinta edizione del Grande Fratello, è indagata per favoreggiamento aggravato ‘dalle modalità mafiose’ nei confronti di presunti affiliati alla cosca Pesce.[38]
- Il 24 novembre 2012 si viene a conoscenza di un principio di faida tra i Bellocco e i Pesce per il predominio sul locale di Rosarno.[39]
- Il 2 febbraio 2013 viene arrestato a Catanzaro Domenico Leotta, braccio destro del capo cosca Francesco Pesce, latitante da tre anni. È imputato nel processo All Inside ed anche accusato da Giuseppina Pesce di aver partecipato all'omicidio di tre donne avvenuto a Genova il 18 marzo del 1994.[40]
- Il 15 maggio 2013 Giuseppe Pesce si costituisce ai carabinieri di Rosarno.[41]
- Il 22 giugno 2013 durante l'operazione Hybris vengono arrestate ad Aosta tre presunti affiliati dei Pesce residenti a Saint-Marcel accusati di danneggiamento, estorsione, rapina commessi col metodo mafioso.[42]

#### I Pesce a San Ferdinando, l'arresto di Marcello e Antonino Pesce e l'operazione Galassia
- 7 agosto 2014: operazione Sant'Anna contro i Bellocco e i Pesce.[43][44]
- Il 14 ottobre 2014 i carabinieri del Comando Compagnia Carabinieri di Gioia Tauro e della Stazione Carabinieri di San Ferdinando, a conclusione di complessa attività di indagine coordinate dalla Direzione Distrettuale Antimafia di Reggio Calabria, eseguivano numerose ordinanze di custodia cautelare in carcere contro appartenenti alle cosche di 'ndrangheta "Bellocco-Cimato" e "Pesce-Pantano" operanti nel centro abitato di San Ferdinando (RC). Tra i reati contestati, oltre all'associazione mafiosa, verranno accertati l'opprimente attività estorsiva contro commercianti della zona, il traffico di sostanze stupefacenti e l'infiltrazione mafiosa nell'ambito del Comune di San Ferdinando. Tra gli altri verranno tratti in arresto il Sindaco, il Vice Sindaco e un ex consigliere di minoranza della locale amministrazione comunale che il 30 ottobre 2014 verrà sciolta per infiltrazione mafiosa. Particolare scalpore fecero le gravi minacce di morte rivolte al Comandante della Stazione Carabinieri di San Ferdinando ed alla sua famiglia.[45][46][47][48][49][50]
- Il 17 giugno 2015 si conclude un'operazione della DDA di Reggio Calabria e del Gico di Catanzaro con il contributo della DEA statunitense e della Guardia Civil spagnola che blocca un traffico internazionale di droga tra gli Alvaro, i Pesce e i Coluccio-Aquino insieme ad un comandante delle FARC colombiane. L'organizzazione aveva basi in Brasile, Argentina, Repubblica Dominicana, Colombia, Spagna e Montenegro. Durante l'operazione è stato sequestrato un carico di cocaina presente nell'imbarcazione Pandora Lys al largo di Viana do Castelo tra Spagna e Portogallo.[51]
- 2 luglio 2015: operazione Eclissi 2 contro i Bellocco-Cimato e Pesce-Pantano.[52][53]
- Il 3 agosto 2016 si conclude l'operazione Vulcano nei confronti di 12 presunti esponenti delle famiglie Piromalli, Molè, Alvaro e Pesce accusati di traffico internazionale di droga.[54]
- Il 1º dicembre 2016 a Rosarno viene arrestato Marcello Pesce, latitante dal 2010, quando non fu catturato con l'operazione All Inside.[55][56][57][58]
- Il 29 gennaio 2017 a Rosarno viene arrestato Antonino Pesce di 34 anni, ricercato dal luglio 2016, accusato di traffico di droga, e presunto nuovo capo cosca.[59][60][61][62]
- Il 4 aprile 2017 si conclude l'operazione Recherche che porta all'arresto di 11 persone ree di aver gestito la latitanza di Marcello Pesce, arrestato a dicembre 2016.[63]
- Il 10 marzo 2018 viene arrestato a Rosarno, l'ultimo latitante del clan, Antonino Pesce di 26 anni, ricercato da un anno per associazione mafiosa dopo essere sfuggito alla cattura nella precedente operazione delle forze dell'ordine.[64][65][66][67]
- Il 16 aprile 2018 le forze dell'ordine arrestano a Ponte Vecchio di Gioia Tauro Vincenzo Di Marte, latitante da giugno 2015 accusato di traffico di stupefacenti per i Pesce e gli Alvaro come riscontrato nell'operazione Santa Fè.[68]
- Il 14 novembre 2018 si conclude l'operazione Galassia della Guardia di Finanza, della DIA, della polizia e dei carabinieri in cui il presunto membro dei Pesce-Bellocco Antonio Zungri, alcuni membri dei Tegano e forse dei Piromalli insieme a camorristi e a criminali pugliesi (clan Capriati e Parisi) si erano inseriti illegalmente nella rete commerciale delle società di scommesse online "Planetwin365", "Betaland", "Enjoybet" e "Planetwin". Gli affiliati dei Tegano inoltre nel 2016 andarono in pellegrinaggio a Polsi, e rendevano omaggi con musica di tarantella passando di fronte al carcere di Reggio Calabria e alle case circondariali Arghillà, e davanti alla casa di Roberto Franco, capo-'ndrina di Santa Caterina.[69][70]
- Il 21 marzo 2019 il procuratore Giuseppe Lombardo riapre l'inchiesta sull'omicidio di Antonino Scopelliti e risultano tra gli indagati Antonino Pesce (1953) insieme a Santo Araniti, Pasquale Bertuca, Vincenzo Bertuca, Giorgio De Stefano, Gino Molinetti, Giuseppe Piromalli, Giovanni Tegano, Pasquale Tegano e Vincenzo Zito.[71]
- 18 gennaio 2021: operazione Faust contro i Pesce-Pisano.[72][73]
- 20 aprile 2021: operazione Handover Pecunia Olet contro i Pesce.[74][75]
- 14 settembre 2021: operazione Crypto contro i Piromalli, i Molè, i Bellocco, i Pesce e i Cacciola-Certo-Pronestì.[76][77]
- 16 novembre 2021: operazione Nuova Narcos Europea contro i Molè, i Pesce e i Crea.[78][79][80][81]

## Esponenti di spicco
- Giuseppe Pesce (1923 - 1992), ex capobastone storico, detto Unghia (deceduto).[82]
- Antonino Pesce (1953),  mammasantissima della Piana di Gioia Tauro, detto u Testuni, attuale capobastone della 'ndrina rosarnese, detenuto nel carcere di Secondigliano. Secondo il pentito Virgiglio viene anche definito "uno dei tre punti della stella" di cui farebbero parte anche Giuseppe detto "Pino" Piromalli e Luigi Mancuso.[83]
- Francesco Pesce (1978), detto Ciccio testuni. Figlio di Antonino. È stato arrestato il 9 agosto 2011.[84]
- Giuseppe Pesce (1954-2010), detto Pecora. Fratello di Antonino. Deceduto.
- Vincenzo Pesce (1959), detto u Pacciu. Fratello di Antonino. detenuto dal 2010.
- Salvatore Pesce (1961), detto u Babbu. Fratello di Antonino. Detenuto.
- Marcello Pesce (1964), detto u ballerinu. Figlio di Rocco Pesce e cugino di Antonino. Arrestato il 1º dicembre 2016 dopo 6 anni di latitanza.[21][55]
- Giuseppe Pesce (1980), fratello di Francesco e figlio di Antonino, presunto capobastone, costituitosi il 15 maggio 2013 dopo 3 anni di latitanza.
- Antonino Pesce (1982), attuale capo-cosca, ricercato dall'operazione Vulcano conclusasi nel luglio 2016 con conseguente arresto il 29 gennaio 2017.[85]

## I rapporti con altre organizzazioni criminali
«Per gli investigatori delle DDA salernitana e reggina ottimi rapporti intercorrerebbero tra i Casalesi e la cosca Pesce/Bellocco di Rosarno, visto che negli ultimi anni Salerno starebbe gradualmente sostituendo i moli del porto calabrese di Gioia Tauro, come scalo privilegiato delle partite di coca dei boss della Locride e della Piana; qui la Guardia di Finanza nel 2004 aveva intercettato oltre 500 chili di coca nascosta in travi di marmo, destinata ai Mancuso, Pesce/Bellocco e Piromalli. E se negli anni '70 era Rocco Varone il contatto tra 'ndrine e Camorra, negli anni ‘90 i Casalesi soppiantarono Don Raffae'. Sconfitto Cutolo, fu proprio il boss dei Casalesi, Francesco Schiavone detto “Sandokan”, a capire che coi calabresi si facevano affari d'oro, che servivano come intermediatori coi colombiani. Dalla cattura di "Sandokan" l'eredità operativa, anche nei contatti con le 'ndrine, è toccata ad Antonio Iovine da San Cipriano d'Aversa, latitante dal 1997 e uno dei killer più feroci dei Casalesi, che decise come spartire "u businissi" in Cilento con le 'ndrine. Territorio che ha cementato l'alleanza più pericolosa d'Italia.

## Media
- Good Mothers, serie televisiva di Disney+, in uscita nel 2022 su Denise Cosco, Giuseppina Pesce e Concetta Cacciola.[86]